# La Tossa (Horta de Sant Joan)
La Tossa és una muntanya de 1.031 metres que es troba entre els municipis de Paüls, a la comarca del Baix Ebre i d'Horta de Sant Joan, a la comarca de la Terra Alta.